# Titan Gymnasium
Das Titan Gymnasium ist eine Mehrzweckhalle in der US-amerikanischen Stadt Fullerton im Bundesstaat Kalifornien. Die Halle wurde von dem Architekturbüro Woodford & Bernard Architects entworfen und im September 1965 eröffnet. Sie befindet sich auf dem Campus der California State University, Fullerton und beheimatet unter anderem die College-Basketball- und Volleyballmannschaften der Universität. Bei Basketballspielen liegt die Zuschauerkapazität bei 4000. Während der Olympischen Sommerspiele 1984 war das Titan Gymnasium die Spielstätte der Handball-Turniere. Anfang der 1990er-Jahre wurde die Halle renoviert. 